# Nordseewerke
Nordseewerke era una società di costruzioni navali che operava nella città di Emden in Germania facente ora parte di ThyssenKrupp Marine Systems. Il cantiere navale impiegava circa 1.400 maestranze ed era il secondo più grande stabilimento di Emden, dopo quello della Volkswagen.
Lo stabilimento Nordseewerke è stato fondato l'11 marzo 1903 ed è attualmente uno dei più antichi tra i cantieri esistenti in Germania. Nei suoi stabilimenti sono state costruite molte navi per la Kaiserliche Marine durante la prima guerra mondiale e per la Kriegsmarine durante la seconda guerra mondiale, nonché per la moderna Deutsche Marine.
Il cantiere ha anche costruito le navi per l'uso di altre marine, come le classi Kobben (tipo 207) e Ula (tipo 210) per la Marina Reale Norvegese. Negli ultimi venti anni, dei sottomarini costruiti nel cantiere sono stati esportati anche in Sudafrica, Argentina (Classe TR-1700) e Israele.
Oltre a navi militari negli stabilimenti Nordseewerke sono state costruite imbarcazioni ad uso civile come porta-container e altre navi da trasporto merci. Nel 1971 nel cantiere è stata costruita la nave da crociera Sea Venture, poi ribattezzato Pacific Princess, conosciuta al pubblico televisivo in quanto vi era ambientata la serie Love Boat.